# Воронежский трансформатор
ООО «Воронежский трансформатор» (до июля 2022 года ООО «Сименс Трансформаторы») — российское предприятие электротехнической промышленности. Завод проектирует, производит и обслуживает силовые и тяговые трансформаторы. Изначально являлся дочерним предприятием немецкой компании «Сименс», завод был открыт в феврале 2012 года в Воронеже; (первое предприятие, построенное компанией «Сименс» в России после национализации её имущества в 1916 году). С октября 2022 года входит в состав Группы «Интер РАО».

## История

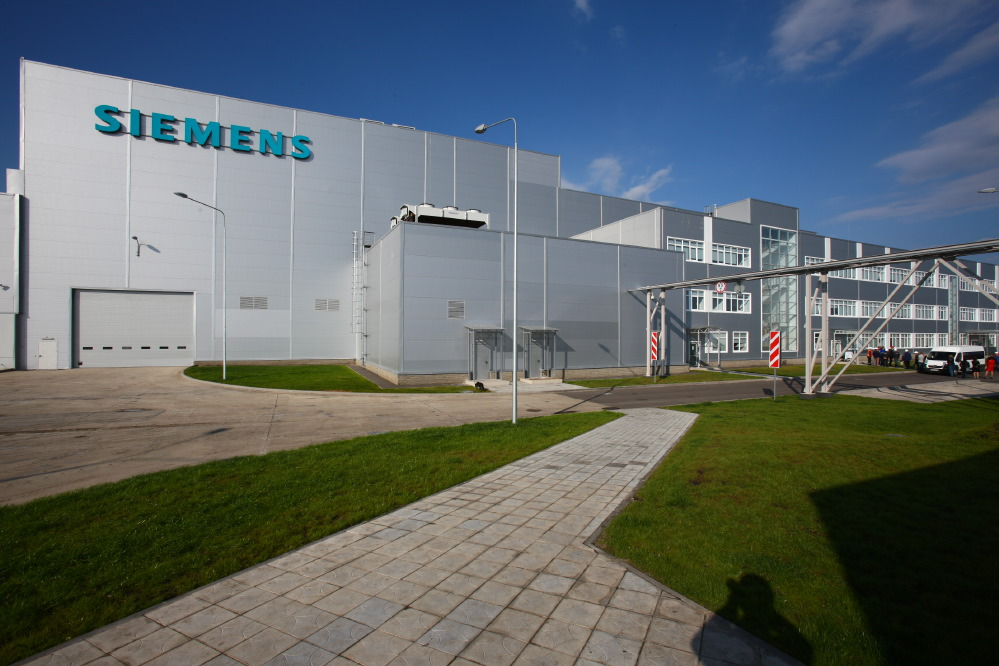
Завод ООО «Сименс Трансформаторы», Воронеж

Соглашение с Администрацией Воронежской области о строительстве завода было заключено в феврале 2009 года, во время выездного расширенного заседания Правления концерна «Сименс АГ» в Москве. В конце марта 2010 года стороны подписали Дополнительное cоглашение к Соглашению о сотрудничестве в осуществлении инвестиционного проекта по строительству завода силовых трансформаторов.
В сентябре 2010 года был заложен первый камень трансформаторного завода на территории индустриального парка «Масловский» в Воронеже. Официальная церемония открытия производства состоялась 28 февраля 2012 года.
Летом 2022 года Siemens Energy сообщала, что санкции ЕС стали оказывать существенное влияние на деловую активность компании в РФ (убыток компании от бизнеса в России по итогам IV квартала составил 19 млн евро) и не оправдывают продолжение работы в стране. Siemens Energy начала процесс реструктуризации активов в РФ. Летом 2022 года завод был переименован в ООО «Воронежский трансформатор». В октябре 2022 года RAO Intertech B.V. (голландская структура «Интер РАО») стала на 100 % собственником завода.

## Деятельность
Завод производит, реализует и обслуживает силовые трансформаторы и автотрансформаторы мощностью до 250 МВА и классом напряжения до 330 кВ, а также трансформаторы с изоляционной жидкостью MIDEL®7131, трансформаторы для мобильных подстанций, тяговые трансформаторы для локомотивов и высокоскоростных поездов. Завод имеет общую площадь более 17 тыс. м², производственную мощность — 10 000 МВА в год.

## Продукция
Первой продукцией завода стали силовой трехфазный трансформатор мощностью 63 МВА классом напряжения 110 кВ для Московской объединенной электросетевой компании (МОЭСК), два силовых трехфазных трансформатора мощностью 20 МВА классом напряжения 35 кВ для компании «Лукойл», два силовых трехфазных трансформатора мощностью 63 МВА классом напряжения 220 кВ для подстанции «Юбилейная», а также пять силовых трехфазных трансформаторов мощностью 40 МВА классом напряжения 110 кВ для нужд казахстанской железной дороги «Казахстан Темир Жолы».
В 2013 году был отгружен силовой трансформатор ТРДН-80000/110 для компании ООО «Уральская сталь».
Осенью 2012 года завод запустил производство тяговых трансформаторов для локомотивов и высокоскоростных поездов, включая высокоскоростные поезда Velaro Rus «Сапсан», грузовые электровозы 2ЭС10 «Гранит» и пригородные электропоезда Desiro Rus «Ласточка». Завод работает в соответствии с национальными и международными стандартами (ГОСТ, DIN, IEC, ANSI/IEEE и др.)

## Собственники и руководство
С октября 2022 года на 100 % входит в состав Группы «Интер РАО».
Генеральный директор — Иванов Игорь Александрович.